# Stefan Krzysztof Kuczyński
Stefan Krzysztof Kuczyński (ur. 13 stycznia 1938 w Warszawie, zm. 3 stycznia 2010) – polski historyk, profesor. Specjalizował się w historii średniowiecznej, w tym szczególnie w naukach pomocniczych historii: heraldyce, sfragistyce, weksylologii i genealogii.

## Życiorys

### Wczesne lata
Po II wojnie światowej krótko przebywał w Szwajcarii, uczestniczył w pogrzebie Ignacego Mościckiego. Po powrocie do Polski w latach 1954–1959 studiował w Instytucie Historycznym Uniwersytetu Warszawskiego. Na zakończenie studiów napisał pracę magisterską o symbolice władzy we wczesnopiastowskiej Polsce, której promotorem był Aleksander Gieysztor.

### Praca naukowa w Instytucie Historii PAN
Po studiach, aż do 1968 był zatrudniony w AGAD w Warszawie. W tym czasie uczestniczył w pracach Komitetu Sfragistycznego przy Międzynarodowej Radzie Archiwalnej. Od 1968 do śmierci był pracownikiem Instytutu Historii PAN, początkowo w Pracowni Edytorskiej Źródeł Historycznych, a następnie w Pracowni Nauk Pomocniczych, której w latach 1997–2008 był kierownikiem. Wcześniej, w latach 1991–1994 pełnił funkcję zastępcy dyrektora ds. naukowych i ogólnych, a dodatkowo przez wiele lat był członkiem Rady Naukowej Instytutu Historii PAN. W latach 1999–2002 pełnił zaś funkcję przewodniczącego tejże Rady. W 1972 obronił w Instytucie Historii PAN pracę doktorską napisaną pod kierunkiem Aleksandra Gieysztora o pieczęciach książąt mazowieckich, a w 1993 otrzymał stopień doktora habilitowanego (Polskie herby ziemskie. Geneza, treści, funkcje). Tytuł profesora otrzymał natomiast 16 grudnia 1997.

### Działalność dydaktyczna
Okresowo w latach 1976–1990 wykładał w Instytucie Historii Uniwersytetu Warszawskiego, w latach 1996-1998 w Wyższej Szkole Humanistyczno-Przyrodniczej w Sandomierzu, a w latach 1998-2007 w Mazowieckiej Wyższej Szkole Humanistyczno-Pedagogicznej w Łowiczu. Był również przewodniczącym Rady Archiwalnej Naczelnej Dyrekcji Archiwów Państwowych od 1992.

### Działalność w Polskim Towarzystwie Heraldycznym
Był członkiem Polskiego Towarzystwa Historycznego, współtwórcą Sekcji Genealogii i Heraldyki tegoż. Należał do ścisłego grona założycieli Polskiego Towarzystwa Heraldycznego, założonego 15 czerwca 1987, a ostatecznie zatwierdzonego przez władze 4 maja 1988. Na pierwszym walnym zgromadzeniu, które odbyło się 15 czerwca 1988, został wybrany na prezesa tego towarzystwa, którym pozostał aż do śmierci. W 1995 był głównym wnioskodawcą ustanowienia Nagrody imienia Adama Heymowskiego, której był wieloletnim przewodniczącym jury. Był również redaktorem ośmiu tomów „Rocznika Polskiego Towarzystwa Heraldycznego”.

### Działalność w innych organizacjach naukowych i społecznych
Stefan Krzysztof Kuczyński był także członkiem wielu organizacji naukowych i społecznych, m.in. Międzynarodowej Organizacji Heraldyki (z jej ramienia zorganizował w Krakowie w 1995 IX Kolokwium Międzynarodowej Organizacji Heraldyki o roli orła i lwa w heraldyce europejskiej). W latach 2000–2007 był również przewodniczącym Komisji Heraldycznej przy Ministerstwie Spraw Wewnętrznych i Administracji. Był członkiem Komitetu Nauk Historycznych Polskiej Akademii Nauk, Towarzystwa Naukowego Warszawskiego, polskiego narodowego komitetu Pamięci Świata (Memory of the World National Committee). W latach 1986–1989 był członkiem Ogólnopolskiego Komitetu Grunwaldzkiego.

### Działalność redaktorska
Był wieloletnim członkiem komitetu redakcyjnego „Przeglądu Historycznego”, w latach 2000–2010 był redaktorem „Studiów Źródłoznawczych”, w 1977–1978 oraz 1996–2001 „Archeionu”. W latach 1977–1982 był współredaktorem „Wiadomości Numizmatycznych”. Dodatkowo pełnił również w latach 1981–2007 funkcję redaktora serii wydawniczej Społeczeństwo Polski średniowiecznej.

### Śmierć
Zmarł 3 stycznia 2010 w Warszawie i został pochowany na cmentarzu Powązkowskim (kwatera 142 rząd 4 miejsce 2 i 3).

## Odznaczenia
7 grudnia 2009 za wybitne zasługi w pracy naukowo-badawczej i dydaktycznej, za upowszechnianie wiedzy o historii Polski, w szczególności w dziedzinie heraldyki i sfragistyki został odznaczony Krzyżem Oficerskim Orderu Odrodzenia Polski. Wcześniej otrzymał również Krzyż Kawalerski Orderu Odrodzenia Polski oraz Srebrny Krzyż Zasługi.

## Publikacje
- Godło, barwy i hymn Rzeczypospolitej: zarys dziejów (wraz ze Stanisławem Russockim i Juliuszem Willaume, 1963)
- Niektóre zagadnienia symboliki heraldycznej na tle funkcjonowania herbu jako znaku [w:] Problemy nauk pomocniczych historii. Materiały na drugą konferencję poświęconą naukom pomocniczym historii, Katowice–Wisła 26–29 V 1973 (1973), s. 29–43
- Herb Warszawy (1977)
- Pieczęcie książąt mazowieckich (1978)
- Pieczęcie i herb Płocka oraz herb województwa płockiego (1979)
- Pieczęcie i herb Sierpca (1981)
- Pieczęcie i herby miasta Łęczycy oraz ziemi łęczyckiej (1984)
- Syrena warszawska (1991)
- Polskie herby ziemskie: geneza, treści, funkcje (1993)
- Orzeł Biały w Warszawie (1993)
- Jakub Kazimierz Stronczyński [w:] Polski Słownik Biograficzny, t. XLIV (2006–2007), s. 366–371